# Grand Prix Německa 2016
Grand Prix Německa 2016 (oficiálně Formula 1 Großer Preis von Deutschland 2016) se jela na okruhu Hockenheimring v Hockenheimu v Německu dne 30. července 2016. Závod byl dvanáctým v pořadí v sezóně 2016 šampionátu Formule 1.

## Kvalifikace
| Poř.                       | No. | Jezdec            | Konstruktér               | Časy v kvalifikaci | Časy v kvalifikaci | Časy v kvalifikaci | Pořadí na startu |
| Poř.                       | No. | Jezdec            | Konstruktér               | Q1                 | Q2                 | Q3                 | Pořadí na startu |
| -------------------------- | --- | ----------------- | ------------------------- | ------------------ | ------------------ | ------------------ | ---------------- |
| 1                          | 6   | Nico Rosberg      | Mercedes                  | 1:15.485           | 1:14.839           | 1:14.363           | 1                |
| 2                          | 44  | Lewis Hamilton    | Mercedes                  | 1:15.243           | 1:14.748           | 1:14.470           | 2                |
| 3                          | 3   | Daniel Ricciardo  | Red Bull Racing-TAG Heuer | 1:15.591           | 1:15.545           | 1:14.726           | 3                |
| 4                          | 33  | Max Verstappen    | Red Bull Racing-TAG Heuer | 1:15.875           | 1:15.124           | 1:14.834           | 4                |
| 5                          | 7   | Kimi Räikkönen    | Ferrari                   | 1:15.752           | 1:15.242           | 1:15.142           | 5                |
| 6                          | 5   | Sebastian Vettel  | Ferrari                   | 1:15.927           | 1:15.630           | 1:15.315           | 6                |
| 7                          | 27  | Nico Hülkenberg   | Force India-Mercedes      | 1:16.301           | 1:15.623           | 1:15.510           | 8                |
| 8                          | 77  | Valtteri Bottas   | Williams-Mercedes         | 1:15.952           | 1:15.490           | 1:15.530           | 7                |
| 9                          | 11  | Sergio Pérez      | Force India-Mercedes      | 1.16.169           | 1:15.500           | 1:15.537           | 9                |
| 10                         | 19  | Felipe Massa      | Williams-Mercedes         | 1:16.503           | 1:15.699           | 1:15.615           | 10               |
| 11                         | 21  | Esteban Gutiérrez | Haas-Ferrari              | 1:15.987           | 1:15.883           |                    | 11               |
| 12                         | 22  | Jenson Button     | McLaren-Honda             | 1:16.172           | 1:15.909           |                    | 12               |
| 13                         | 55  | Carlos Sainz Jr.  | Toro Rosso-Ferrari        | 1:16.317           | 1:15.989           |                    | 15               |
| 14                         | 14  | Fernando Alonso   | McLaren-Honda             | 1:16.338           | 1:16.041           |                    | 13               |
| 15                         | 8   | Romain Grosjean   | Haas-Ferrari              | 1:16.328           | 1:16.086           |                    | 20               |
| 16                         | 30  | Jolyon Palmer     | Renault                   | 1:16.636           | 1:16.665           |                    | 14               |
| 17                         | 20  | Kevin Magnussen   | Renault                   | 1:16.716           |                    |                    | 16               |
| 18                         | 94  | Pascal Wehrlein   | MRT-Mercedes              | 1:16.717           |                    |                    | 17               |
| 19                         | 26  | Daniil Kvjat      | Toro Rosso-Ferrari        | 1:16.876           |                    |                    | 18               |
| 20                         | 88  | Rio Haryanto      | MRT-Mercedes              | 1:16.977           |                    |                    | 19               |
| 21                         | 12  | Felipe Nasr       | Sauber-Ferrari            | 1:17.123           |                    |                    | 21               |
| 22                         | 9   | Marcus Ericsson   | Sauber-Ferrari            | 1:17.238           |                    |                    | 22               |
| 107 % času vítěze 1:20.114 |     |                   |                           |                    |                    |                    |                  |
| Zdroj:                     |     |                   |                           |                    |                    |                    |                  |

Poznámky
1. ↑  Nico Hülkenberg obdržel trest posunu o 1 místo vzad za nesprávné použití rozdělení jeho pneumatik během první části kvalifikace.
2. ↑  Carlos Sainz Jr. obdržel trest posunu o 3 místa vzad za blokování Felipeho Massi během kvalifikace.
3. ↑  Romain Grosjean obdržel trest posunu o 5 míst vzad za neplánovanou výměnu převodovky.

## Závod
| Poř.   | No. | Jezdec            | Konstruktér               | Počet kol | Čas/Odstoupení   | Pořadí na startu | Body |
| ------ | --- | ----------------- | ------------------------- | --------- | ---------------- | ---------------- | ---- |
| 1      | 44  | Lewis Hamilton    | Mercedes                  | 67        | 1:30:44.200      | 2                | 25   |
| 2      | 3   | Daniel Ricciardo  | Red Bull Racing-TAG Heuer | 67        | +6.996           | 3                | 18   |
| 3      | 33  | Max Verstappen    | Red Bull Racing-TAG Heuer | 67        | +13.413          | 4                | 15   |
| 4      | 6   | Nico Rosberg      | Mercedes                  | 67        | +15.845          | 1                | 12   |
| 5      | 5   | Sebastian Vettel  | Ferrari                   | 67        | +32.570          | 6                | 10   |
| 6      | 7   | Kimi Räikkönen    | Ferrari                   | 67        | +37.023          | 5                | 8    |
| 7      | 27  | Nico Hülkenberg   | Force India-Mercedes      | 67        | +70.049          | 8                | 6    |
| 8      | 22  | Jenson Button     | McLaren-Honda             | 66        | +1 kolo          | 12               | 4    |
| 9      | 77  | Valtteri Bottas   | Williams-Mercedes         | 66        | +1 kolo          | 7                | 2    |
| 10     | 11  | Sergio Pérez      | Force India-Mercedes      | 66        | +1 kolo          | 9                | 1    |
| 11     | 21  | Esteban Gutiérrez | Haas-Ferrari              | 66        | +1 kolo          | 11               |      |
| 12     | 14  | Fernando Alonso   | McLaren-Honda             | 66        | +1 kolo          | 13               |      |
| 13     | 8   | Romain Grosjean   | Haas-Ferrari              | 66        | +1 kolo          | 20               |      |
| 14     | 55  | Carlos Sainz Jr.  | Toro Rosso-Ferrari        | 66        | +1 kolo          | 15               |      |
| 15     | 26  | Daniil Kvjat      | Toro Rosso-Ferrari        | 66        | +1 kolo          | 18               |      |
| 16     | 20  | Kevin Magnussen   | Renault                   | 66        | +1 kolo          | 16               |      |
| 17     | 94  | Pascal Wehrlein   | MRT-Mercedes              | 65        | +2 kola          | 17               |      |
| 18     | 9   | Marcus Ericsson   | Sauber-Ferrari            | 65        | +2 kola          | 22               |      |
| 19     | 30  | Jolyon Palmer     | Renault                   | 65        | +2 kola          | 14               |      |
| 20     | 88  | Rio Haryanto      | MRT-Mercedes              | 65        | +2 kola          | 19               |      |
| Ret    | 12  | Felipe Nasr       | Sauber-Ferrari            | 57        | Pohonná jednotka | 21               |      |
| Ret    | 19  | Felipe Massa      | Williams-Mercedes         | 36        | Suspenze         | 10               |      |
| Zdroj: |     |                   |                           |           |                  |                  |      |

## Průběžné pořadí po závodě
Pohár jezdců
|  | Pořadí | Jezdec           | Body |
|  | ------ | ---------------- | ---- |
|  | 1      | Lewis Hamilton   | 217  |
|  | 2      | Nico Rosberg     | 198  |
|  | 3      | Daniel Ricciardo | 133  |
|  | 4      | Kimi Räikkönen   | 122  |
|  | 5      | Sebastian Vettel | 120  |

Pohár konstruktérů
|   | Pořadí | Konstruktér               | Body |
| - | ------ | ------------------------- | ---- |
|   | 1      | Mercedes                  | 415  |
| 1 | 2      | Red Bull Racing-TAG Heuer | 256  |
| 1 | 3      | Ferrari                   | 242  |
|   | 4      | Williams-Mercedes         | 96   |
|   | 5      | Force India-Mercedes      | 81   |